# 朝霧に消えた人
『朝霧に消えた人』（あさぎりにきえたひと）は宝塚歌劇団のミュージカル作品。雪組公演。
併演作品は『オールマン・リバー』。

## 物語
※『宝塚歌劇100年史（舞台編）』の宝塚大劇場公演のページを参照
1701年秋、奥州美春藩中老の嫡子・立花尚二郎は、藩主・三浦左馬介に諫言したことで不興を買い、謹慎の身となるが、そこで幼馴染の商家の娘・お縫と再開し恋が芽生える。しかし左馬介を廃しようとする家老の安藤一派によって父を殺害された尚二郎は、彼らを打倒し、すべて私怨であると言い残して去っていくのであった。

## 公演期間と公演場所
- 1979年8月10日 - 9月25日[2]（第一回・新人公演：9月7日[3]、第二回・新人公演：9月18日[3]）　宝塚大劇場
- 1979年12月1日 - 12月27日[4]（第一回・新人公演：12月12日[3]、第二回・新人公演：12月19日[3]）　東京宝塚劇場

## 主な配役
※下記の配役は宝塚・東京共通。「（）」の人物は新人公演・配役。
- 尚二郎 - 汀夏子（第一回・新人公演：高汐巴(宝塚・東京共通)、第二回・新人公演：山城はるか(宝塚・東京共通)）[3]
- お縫 - 上原まり（第一回・新人公演：真乃ゆりあ(宝塚・東京共通)、第二回・新人公演：美風りざ(宝塚・東京共通)）[3]

## 宝塚大劇場公演のデータ
形式名は「ミュージカル・ロマン」。16場。

### スタッフ
- 作・演出：柴田侑宏[2]
- 作曲・編曲：寺田瀧雄[5]
- 編曲：入江薫[5]
- 音楽指揮：野村陽児[5]
- 振付・殺陣：西川りてふ[5]
- 装置：黒田利邦[5]
- 衣装[5]：小西松茂、中川菊枝
- 照明：今井直次[6]
- 音響：松永浩志[6]
- 小道具：上田特市[6]
- 効果：扇野信夫[6]
- 演出助手：村上信夫[6]
- 制作：武井泰治[6]